# 海因里希斯瓦尔德
海因里希斯瓦尔德（德語：Heinrichswalde）是德国梅克伦堡-前波美拉尼亚州的市镇，隶属于前波美拉尼亚-格赖夫斯瓦尔德县。总面积为14.32平方千米，截至2023年12月31日总人口为376人。